# Раждането на Венера (Бугеро)
Вижте пояснителната страница за други значения на Раждането на Венера.
„Раждането на Венера“ (на френски: La Naissance de Vénus) е картина на френския художник Уилям Адолф Бугеро. Картината представлява живопис, изпълнена с маслени бои върху платно с размери 300×218 см. Изложена е в музея Орсе, в Париж.